# Schönwölkau

Schönwölkau  est une commune de Saxe (Allemagne), située dans l'arrondissement de Saxe-du-Nord, dans le district de Leipzig. Elle est formée des anciennes communes de Badrina, Brinnis, Hohenroda, Lindenhayn et Wölkau en 1995. À Wölkau se trouve le château Schönwölkau dont la commune derive son nom.